# Ломбард, Ивонн
Ивонн Ломбард (швед. Yvonne Lombard; род. 28 мая 1929, Стокгольм) — шведская актриса.

## Биография
Ивонн Ломбард родилась в Стокгольме. Училась в Королевском драматическом театре, где с 1948 по 1951 год стажировалась у таких мастеров, как Макс фон Сюдов и Ингрид Тулин.
Она играла в фильмах, телесериалах и в театре. Она наиболее известна своим сотрудничеством с режиссером Ингмаром Бергманом в фильме «Урок любви». Она была замужем за писателем Леннартом Хеллсингом с 1953 года до его смерти в ноябре 2015 года.